# Uranophora sanguicincta
Uranophora sanguicincta är en fjärilsart som beskrevs av George Francis Hampson 1901. Uranophora sanguicincta ingår i släktet Uranophora och familjen björnspinnare. Inga underarter finns listade i Catalogue of Life.